# Битва при Эль-Ксар-эль-Кебире
Битва при Эль-Ксар-эль-Кеби́ре (порт. Batalha de Alcácer-Quibir), также известная как «Битва трёх королей» (араб. معركة الملوك الثلاث‎) — крупное сражение на севере Марокко, близ города Эль-Ксар-эль-Кебир, между Танжером и Фесом, состоявшееся 4 августа 1578 года.
В сражении участвовали войска двух претендентов на престол: удерживавшего власть Абу Марвана Абд аль-Малика и лишившегося её Абу Абдаллы Мохаммеда аль-Мутаваккиля, рассчитывавшего вернуть трон с помощью своих союзников — португальцев, возглавляемых королём Себастьяном I. Битва привела к смерти всех троих участвовавших в ней монархов, грандиозному разгрому португальского войска и, затем — к утрате Португалией статуса могущественной державы, а впоследствии и к 60-летней потере независимости.

## Предыстория
Португальцы пытались утвердиться в Северной Африке с начала XV века. Несмотря на ряд крупных военных успехов, к 1578 году в их руках находилось всего три крепости: Мазаган, Танжер и Сеута, постоянно подвергавшихся атакам марокканцев. Король Себастьян, воспитанный иезуитами и истово веривший в рыцарские идеалы, планировал сосредоточить силы Португальской империи на завоевании Магриба. Владение этим регионом позволило бы португальцам контролировать многочисленные торговые пути Средиземноморья и Сахары, улучшить связь со своими владениями в Африке и фактически монополизировать торговлю на севере и западе континента. Кроме того, для короля и его окружения крайне существенной была перспектива повторной христианизации севера Африки, в эпоху Римской империи бывшего одним из крупнейших религиозных центров.
Однако в это время задача усложнялась растущей мощью Марокко; победивший в междоусобной войне шериф Абд аль-Малик был умелым полководцем и дипломатом, добившимся союза с османской Турцией, что ставило положение португальских крепостей под большую угрозу. Поводом к военному вмешательству послужили действия изгнанного из Марокко Абу Абдаллы Мохаммеда: он бежал сначала в Испанию, затем в Португалию и обратился к португальскому королю за помощью в возвращении престола. Несмотря на предупреждения об авантюрности такого шага, Себастьян решил поддержать аль-Мутаваккиля, видя во вмешательстве в марокканскую междоусобицу верный путь к достижению своих целей. Истратив значительную часть казны, король собрал внушительную армию: в походе принимал участие цвет португальского рыцарства, а также опытные наёмники из Испании, Германии и Италии (последними командовал англичанин Томас Стакли).
В свою очередь, марокканцы также располагали сильной поддержкой союзников — на их стороне сражался 10-тысячный корпус турецких солдат-янычар.

## Ход кампании

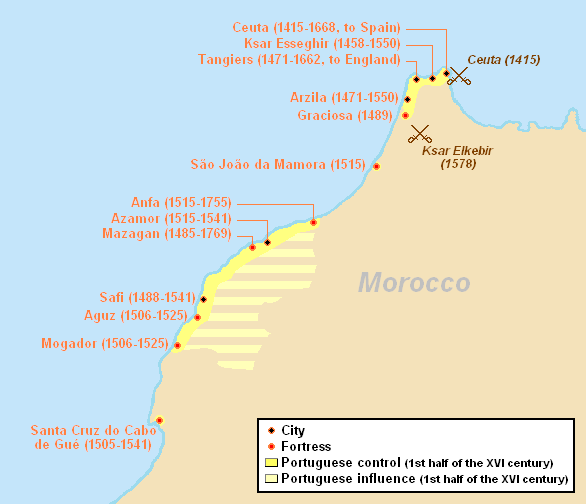
Португальские владения в Магрибе

Португальская армада отплыла из Лагуша 24 июня 1578 г. и, остановившись на 10 дней в Кадисе, через месяц достигла берегов Марокко, где к ней присоединились войска аль-Мутаваккиля. Между тем Абд аль-Малик, знавший о приближении португальцев, слал королю Себастьяну письма, в которых  отговаривал его от безрассудного предприятия и одновременно провоцировал к продолжению кампании, играя на чувстве рыцарской чести. 30 июля португальцы и их союзники, покинув лагерь близ Арсилы, подошли к Эль-Ксар-эль-Кебиру, где их ожидали войска Абд аль-Малика. Себастьян дал завлечь свою армию в ловушку между рекой Лукос и её притоком аль-Махазином, не приняв во внимание, что уровень воды в реках сильно повышается во время прилива. Несмотря на то, что солдаты были утомлены переходом по пустыне, король отдал приказ к атаке. В начале битвы стороны обменялись залпами пушек и мушкетов; командир наёмников Томас Стакли был убит разрывом пушечного ядра.
Абд аль-Малик, несмотря на тяжёлую болезнь, лично возглавлял марокканское войско. Он грамотно использовал равнинный рельеф и расположение войск противника (португальцы образовали огромное каре посреди равнины), использовав мобильную кавалерию, построенную полумесяцем, для сжимания неприятеля в «клещи». Ему пришлось на одном этапе лично вести конницу в атаку в тот момент, когда ей угрожал контрвыпад португальской кавалерии. Из-за огромного напряжения сил болезнь Абд аль-Малика обострилась, и он скончался до завершения битвы, приказав скрывать свою смерть от воинов, чтобы сохранить их боевой дух.
Португальцы, столкнувшись с натиском марокканской конницы с флангов, оказались близки к окружению. Когда враг начал непосредственно угрожать центру, солдаты Себастьяна дрогнули и обратились в бегство, сопровождавшееся избиением отступавших. Тем временем уровень воды в реке поднялся, путь к отступлению был отрезан; огромное количество воинов либо утонуло, либо было взято в плен. Один источник указывает, что из португальского войска спаслось лишь около 100 человек, а большинство остальных оказались либо убиты, либо попали в плен. Во время панического бегства в реке Махазин утонул аль-Мутаваккиль. Себастьян, по одним данным, разделил его судьбу, по другой, умер от тяжёлых ранений; тело его так никогда и не было найдено. Таким образом, четырёхчасовая «битва трёх королей» унесла жизни всех участвовавших в ней монархов.

## Последствия битвы
Поражение в битве при Эль-Ксар-эль-Кебире привело Португалию к государственной катастрофе и к последующей утрате независимости. Так как 24-летний король Себастьян не имел прямых наследников, португальский трон перешёл к 66-летнему лиссабонскому архиепископу и кардиналу Энрике, которому Себастьян приходился внучатым племянником. Он правил меньше двух лет, не имея из-за принесённого им обета безбрачия ни жены, ни детей и не успев назначить регентский совет для избрания нового монарха. Кроме того, положение Португалии сильно ухудшило то обстоятельство, что гибель или пленение большей части знати крайне сузило круг претендентов на престол. Гибель значительной части португальской армии сильно ослабила страну в военном отношении. 
Воспользовался ослаблением Португалии и кризисом Ависской династии испанский король Филипп II, который в 1580 году, применив военную силу, добился признания своих прав на португальский престол. По материнской линии его дедом был король Португалии Мануэль I, а бабушкой Мария Арагонская, так что он имел формальное право претендовать на трон. На 60 лет Португалия, формально сохранившая государственность, стала владением испанских Габсбургов и навсегда утратила положение великой державы.
Среди португальцев начал распространяться «себастьянизм»: вера в то, что молодой король не погиб и вернётся в нужный час, чтобы спасти страну от беды. Этот национальный миф получил новый импульс в эпоху романтизма и сохранился до XX века; пользуясь им, чудесно спасшимся Себастьяном объявлял себя ряд самозванцев.
Марокко, напротив, испытало стремительный взлёт. К власти пришёл брат Абд аль-Малика Ахмад аль-Мансур, проявивший себя чрезвычайно способным правителем и добившийся территориального (была завоёвана империя Сонгай с богатыми городами Тимбукту и Гао), экономического и политического подъёма страны. Союза с марокканским правителем начали искать европейские монархи; его богатства (значительную часть которых составил выкуп за португальских пленников) стали легендарными и принесли ему прозвание аз-Захаби («золотой»). В противостоянии с Португалией Марокко пользовалось дипломатической поддержкой Англии, которой ослабление португальских позиций в Северной Африке открывало доступ к богатейшим торговым путям Сахары и марокканским портам; тем не менее английские купцы не смогли навязать шерифу плана создания единой торговой компании.

## В культуре
- Джордж Пил. Битва при Алькасаре (1589)
- Фильм «Битва трёх королей» (1990, СССР — Испания — Италия — Марокко; режиссёры С. бен Барка и У. Назаров)
- Фильм «Нет, или Тщетная слава командования» «Non» ou a Vã Glória de Mandar (1990); режиссёр Мануэл де Оливейра https://www.imdb.com/title/tt0100269/